# 沃尔德尔特
沃尔德尔特是德国莱茵兰-普法尔茨州的一个市镇。总面积5.03平方公里，总人口609人，其中男性303人，女性306人（2011年12月31日），人口密度121人/平方公里。